# Bang My Head
Bang My Head è un singolo del disc jockey francese David Guetta, il secondo estratto dalla riedizione dell'album Listen e pubblicato il 30 ottobre 2015.

## Descrizione
Bang My Head ha visto la partecipazione vocale della cantante australiana Sia e del rapper statunitense Fetty Wap, quest'ultimo non apparso nella versione originale del brano.
Si tratta inoltre della quarta collaborazione di Guetta con Sia dopo i singoli Titanium del 2011 e She Wolf (Falling to Pieces) del 2012 nonché il remix del singolo Wild Ones di Flo Rida eseguito dal rapper Jack Back con il titolo Wild Ones Two (che tra l'altro raffigura anche la collaborazione di Nicky Romero oltre che degli stessi Guetta e Sia).
Il brano è eseguito come parte della colonna sonora del film Victor Frankenstein.